# 屈韦维尔 (厄尔省)
屈韦维尔（法語：Cuverville，法語發音：[kyvɛʁvil] ⓘ）是法国厄尔省的一个市镇，位于该省东北部，属于莱桑德利区。

## 地理
屈韦维尔（49°17'10"N, 1°22'19"E）面积6.17 平方千米，位于法国诺曼底大区厄尔省，该省份为法国北部内陆省份，北起滨海塞纳省，西接奧恩省和卡爾瓦多斯省，南至厄尔-卢瓦省，东临瓦兹省、瓦兹河谷省和伊夫林省。
与屈韦维尔接壤的市镇（或旧市镇、城区）包括：莱桑德利、厄克维尔、韦克桑地区乌维尔、拉罗凯特、韦克桑地区弗勒内勒。
屈韦维尔的时区为UTC+01:00、UTC+02:00（夏令时）。

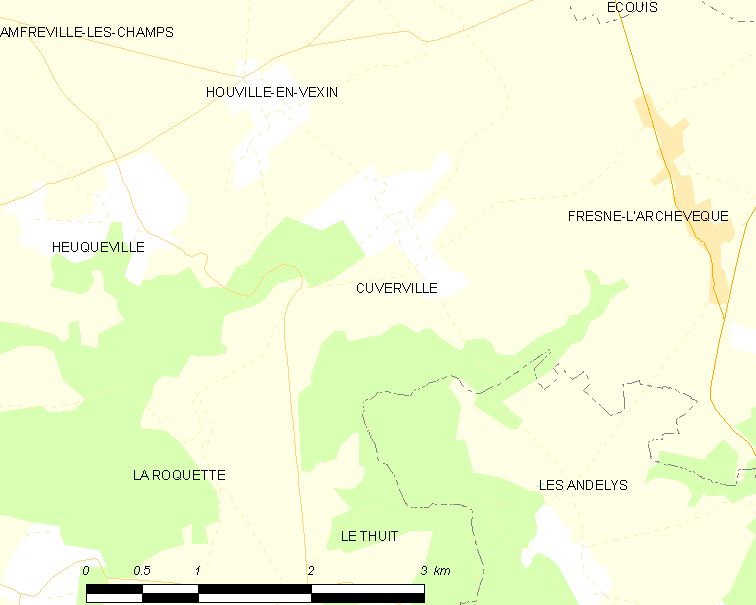
屈韦维尔的OSM定位图

## 行政
屈韦维尔的邮政编码为27700，INSEE市镇编码为27194。

## 政治
屈韦维尔所属的省级选区为莱桑德利县。

## 人口

1962-2008年间屈韦维尔人口变化图示

屈韦维尔于2022年1月1日时的人口数量为248人。